# Mim bru
El mim bru (Cinclocerthia ruficauda) és un ocell de la família dels mímids (Mimidae).

## Hàbitat i distribució
Habita la selva pluvial, vegetació secundària i boscos oberts de les Antilles Menors des de l'illa de Saba cap al sud fins Dominica i St. Vincent.